# Trichilia primogenita
Trichilia primogenita là một loài thực vật thuộc họ Meliaceae. Đây là loài đặc hữu của Ecuador.